# Зых, Габриэла
Габриэ́ла Зых (пол.  Gabriela Zych, 31 мая 1941 г., Калиш, Польша — 10 апреля 2010 г., Смоленск, Россия) — польский общественный деятель, основатель и руководитель отделения организации «Федерация катынских семей» в Калише, инициатор создания памятника жертвам Катынского расстрела в Калише, жертва авиакатастрофы в Смоленске 2010 года.

## Биография
Вдова Лешека Зыха (1928-2000), сына капитана Стефана Зыха (1897-1940), погибшего в Катыни. 10 апреля 2010 года отправилась в составе делегации в Смоленск на 70-летнюю годовщину расстрела как представитель организации «Федерация катынских семей». Погибла в этот же день в авиакатастрофе под Смоленском.
19 апреля 2010 года была похоронена с воинскими почестями на приходском кладбище церкви святого Николая в Калише.
В мае 2010 года на месте катастрофы был обнаружен её паспорт.

## Награды
- 16 апреля 2010 года награждена посмертно рыцарским крестом ордена Возрождения Польши[2].
- 3 марта 2005 году была награждена золотым крестом Заслуги[3].